# Nemanja Radoja
Nemanja Radoja (en serbio: Немања Радоја; Novi Sad, RF de Yugoslavia, 6 de febrero de 1993) es un futbolista serbio. Juega como centrocampista en el Sporting Kansas City de la Major League Soccer.

## Trayectoria

### Inicios
Radoja creció en Veternik, en las afueras del oeste de Novi Sad, donde los juveniles del FK Vojvodina se ejercitaban. Dichos ejercicios se llevaban a cabo en el campo de entrenamiento FC Vujadin Boškov. Siguiendo los pasos de su hermano mayor Stefan, comenzó a formarse en el fútbol. En su último año, ganó sus primeras experiencias en clubes de tercer nivel serbios como CSK Pivara Celarevo y Cement.

### FK Vojvodina
En la temporada 2012-13, Radoja se convirtió en un habitual del primer equipo del FK Vojvodina. El 17 de abril de 2013, en el partido de vuelta de semifinales de la Copa de Serbia contra el OFK Beograd, Radoja anotó su primer gol con el Vojvodina. Durante su última temporada en Vojvodina ganó la Copa de Serbia y levantó el trofeo como el capitán.

### España
El 12 de agosto de 2014 firmó un contrato de cinco años con el Celta de Vigo de la liga española.
En su primera temporada, fue uno de los jugadores revelación del equipo catalogándose como un buen fichaje por el club gallego, teniendo en cuenta que se trataba de un futbolista desconocido cuyo rendimiento fue considerado bueno desde el primer momento. 
Sus actuaciones con el Celta, le llevaron a ser convocado en octubre de 2016 por primera vez con la selección absoluta de Serbia para jugar la clasificación al mundial.
En la temporada 2018-19, fue apartado de las competiciones por el Celta y no disputó ningún partido al negarse a renovar su contrato con este club que finalizaba en junio de 2019.
El 21 de agosto de 2019 el Levante U. D. anunció su incorporación para las siguientes tres temporadas. En ese periodo de tiempo disputó 74 partidos y se marchó una vez expiró su contrato.

### Sporting Kansas City
En octubre de 2022 se confirmó su fichaje por el Sporting Kansas City de la Major League Soccer.

## Selección nacional
Durante su época en el equipo júnior del Novi Sad, Radoja atrajo la atención de los entrenadores nacionales de las selecciones sub-17 y sub-19. Fue miembro de la selección de Serbia sub-19 en el Campeonato Europeo de la UEFA Sub-19 2012.
En octubre de 2016 es convocado por primera vez con la selección absoluta de Serbia para jugar la clasificación al mundial.

## Estadísticas

### Clubes
| Club                           | País                | Año                 | Partidos | Goles |
| ------------------------------ | ------------------- | ------------------- | -------- | ----- |
| F. K. Vojvodina                | Serbia              | 2011-2014           | 10+      | 0+    |
| CSK Pivara Celarevo (préstamo) | Serbia              | 2011                |          |       |
| FK Cement Beočin (préstamo)    | Serbia              | 2012                |          |       |
| R. C. Celta de Vigo            | España              | 2014-2019           | 146      | 1     |
| Levante U. D.                  | España              | 2019-2022           | 74       | 1     |
| Sporting Kansas City           | Estados Unidos      | 2023-presente       | 60       | 1     |
| Total en su carrera            | Total en su carrera | Total en su carrera | 290      | 3     |

### Selección nacional
| Club                                 | País   | Año       | Partidos | Goles |
| ------------------------------------ | ------ | --------- | -------- | ----- |
| Selección de fútbol sub-19 de Serbia | Serbia | 2011-2012 | 9        | 0     |
| Selección de fútbol sub-21 de Serbia | Serbia | 2013      | 2        | 0     |